# IC 2071
IC 2071 هو اصطدام مجري، يقع في كوكبة أبو سيف (كوكبة).

## روابط خارجية
- IC 2071 على موقع ويكي سكاي: DSS2, SDSS, GALEX, IRAS, Hydrogen α, X-Ray, Astrophoto, Sky Map, Articles and images